# 吳立平
吴立平（1967年—），中華民國海軍中將，現任海軍艦指部中將指揮官，曾任海軍司令部中將參謀長，海軍司令部少將副參謀長，海軍艦隊指揮部少将副指挥官和海軍一四六艦隊少将艦隊長等職。國防大學戰爭學院，國防大學海軍指參學院和海軍官校畢業，2013年晉升少將
。